# Ewald Persch
Ewald Persch (* 25. Juli 1964 in Trieben) ist ein österreichischer Politiker (SPÖ).
Ewald Persch lebt in Rottenmann. Er vertrat die SPÖ von 25. Oktober 2005 bis Juni 2015 im Steiermärkischen Landtag. Zudem ist er SPÖ-Bezirksvorsitzender von Liezen.
Von 2010 bis April 2013 war er Bürgermeister von Rottenmann.